# Lavričeva ulica (Maribor)

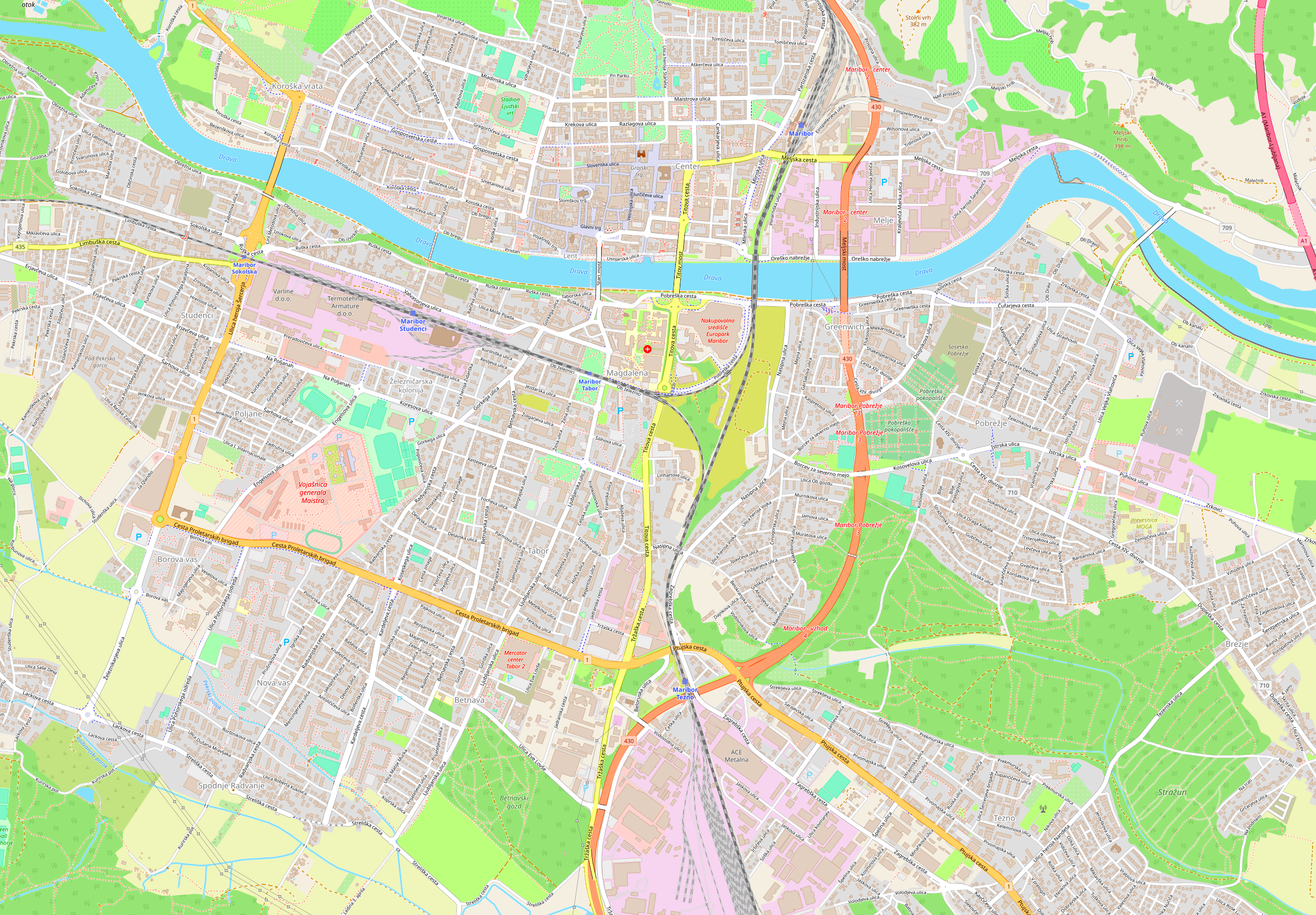

Lavričeva ulica (deutsch: Lavrič-Gasse) ist der Name einer Straße im Stadtbezirk Koroška vrata von Maribor, Slowenien.

## Geschichte
In den 1960er Jahren wurde eine neue Straße westlich der Strma ulica der Name Lavričeva ulica in Erinnerung an Božidar Lavrič gegeben. Božidar Lavrič (1899–1961) studierte Medizin in Zagreb, Paris und Prag. Ab 1933 war er als Chirurg in Maribor, später in  Ljubljana tätig. Nach der Okkupation 1941 unterstützte er aktiv den nationalen Befreiungskampf.  Nach dem Krieg war er der Leibarzt von Josip Broz Tito und von 1956 bis 1958 Rektor der Universität von Ljubljana.

## Lage
Die Straße verläuft parallel zur Koroška cesta von der Strma ulica als Sackgasse nach Westen bis etwa auf die Höhe der Einmündung der Kočevarjeva ulica in die Koroška cesta.